# La conspiración
La conspiración es la tercera novela escrita por el autor estadounidense Dan Brown, publicada en inglés en 2001 bajo el título de Deception Point.

## Argumento
La analista de inteligencia Rachel Sexton trabaja en la NRO (Oficina Nacional de Reconocimiento). Su padre, el senador Sedgewick Sexton es un popular candidato a la presidencia de los Estados Unidos, con una gran ventaja sobre el actual presidente y también candidato Zachary Herney.  El presidente envía a Rachel al Ártico como parte del equipo de expertos para confirmar un descubrimiento hecho por la NASA en las profundidades de la Plataforma de hielo Milne. El Sistema de Observación de la Tierra (EOR) de la NASA —una colección de satélites que constantemente monitorea el planeta para detectar cambios climáticos—, ha encontrado un meteorito en la plataforma de hielo Milne. Ese meteorito contiene fósiles de insectos muy parecidos a los que hay en la Tierra. La NASA afirma que se trata de vida extraterrestre. Este descubrimiento es algo que la NASA necesita desesperadamente, ya que su credibilidad está siendo puesta en duda por el senador Sexton, quien tiene la idea de privatizar la NASA en cuanto gane las elecciones.
Cuatro científicos civiles han sido también enviados para confirmar y estudiar el descubrimiento, antes de que el presidente y la NASA hagan público el descubrimiento. Uno de los científicos se alerta por algo que ha visto en el agua congelado del orificio de donde ha sido extraído el meteorito, que sugiere que al orificio en que este se encontraba se había filtrado agua de mar, hecho que, en teoría, no podía haber ocurrido, y antes de advertirles a los demás científicos, es asesinado por la Delta Force, una fuerza especial de la Armada de los Estados Unidos.
Los otros tres científicos junto con Rachel Sexton son enviados al exterior de la base para comprobar que el orificio está sellado para poder descartar la idea de que el agua oceánica está entrando por él. Mientras Rachel y los científicos hacen una investigación fuera del área de campamento de la NASA, poco después de descubrir que los resultados de la misma revelan, dejando a los presentes en shock, no solo el cadáver de uno de los científicos dentro de la fosa de la que se extrajo el meteorito, sino también evidencia irrefutable de que la plataforma de hielo fue deliberadamente perforada desde abajo con el fin de "plantar" el meteorito dentro de ella, son atacados por la Delta Force.  Uno de ellos es asesinado, y Rachel y los otros dos sobreviven, siendo rescatados por el submarino USS Charlotte. Consiguen salvarse gracias al submarino de la Unidad de inteligencia que llevaba semanas en la zona investigando los sonidos y actos que sucedían en la plataforma. Desde allí, Rachel se pone en contacto con su jefe, William Pickering, y le pone al tanto del intento de asesinato que han sufrido. Él les promete ponerles a salvo y les manda en avión hasta una base cercana.
Rachel intenta advertir al presidente sobre la falsedad del meteorito antes de que este lo haga público en una rueda de prensa. En el camino comienzan a descubrir posibles sospechas sobre la falsedad del meteorito y deciden viajar al barco de uno de ellos y descubren que el meteorito proviene de la Fosa de las Marianas y que el meteorito es en realidad una roca oceánica. Ellos llegan a esa afirmación después de que el presidente Herney hizo pública la noticia.
La Delta Force ataca de nuevo, esta vez acompañados de William Pickering, que había planeado toda esa conspiración. Tras una larga lucha consiguen escapar, mientras que los miembros de la Delta Force mueren Y William Pickering es engullido por una megapluma (una especie de tornado marino que nace en las aguas de corrientes calidad), dentro del Goya, el barco donde tuvo lugar el enfrentamiento. Los tres sobreviven (Rachel Sexton, el presentador y oceanógrafo Michael Tolland y el científico Corky Marlinson). Rachel descubre que el director de la NRO es el controlador de la Delta Force y el que había ordenado matarles.
Rachel informa a su padre por medio de un fax sobre la falsedad del meteorito, sabiendo que él no tardará en hacerlo público. Pero tiene que evitar que el mundo entero crea culpables a la NASA y al Presidente. Ella se entera también de que su padre está recibiendo fondos ilegales de compañías espaciales privadas para su campaña, ya que estaba arruinado. Con la ayuda de la asistente de Sexton, reemplaza los sobres con la información del meteorito falso, con otros iguales que contienen fotos de un encuentro sexual entre Sexton y su ayudante y pruebas de las donaciones ilegales. El senador, sin saberlo, entrega los sobres a los medios de comunicación, quienes inmediatamente hacen público el affair de Sexton y su asistenta, después de que el lo negó.

## Personajes
- Rachel Sexton: Protagonista de la historia e hija del senador Sedgewick Sexton. Padece hidrofobia, y fue enviada por el presidente a confirmar el nuevo descubrimiento. Forma parte de la ORN (Oficina Nacional de Reconocimiento) y tiene una relación bastante alejada con su padre, después de que su madre muriera.

- Michael "Mike" Tolland: Es un oceanógrafo y presentador de un programa de la NBC llamado Mares Asombrosos. Es enviado a la plataforma de hielo para realizar un reportaje sobre la relevancia del meteorito, ya que su programa es uno de los más vistos en el país.

- Corky Marlinson: Científico y astrofísico, ganador de la Medalla Nacional de la Ciencia en astrofísica, y el encargado de presentar el meteorito a los otros cuatro científicos. Es bastante inteligente, y suele llevar la contraria a los demás civiles.

- Senador Sedgewick Sexton: El senador Thomas Sedgewick Sexton es el principal rival del presidente Zach Herney que, para llegar al poder, decide atacar a la NASA, criticando el numeroso sueldo que ganan algunos y todo el dinero despilfarrado en esa organización. Posee una ayudante, llamada Gabrielle Ashe, con la que tuvo una aventura con ella que acaba descubriéndose.

- Presidente Zachary Herney: Actual presidente de los Estados Unidos y un gran defensor de la NASA. Se encarga de dar la noticia sobre el nuevo meteorito, sin saber que, esta información, era falsa.

- Gabrielle Ashe: Ayudante y secretaria del senador Sexton. Tiene un contacto anónimo en la Casa Blanca que le aporta información acerca de los presupuestos de la NASA. Tuvo una aventura con Sedgewick Sexton que sale a la luz al final del libro.

- Marjorie Tench: Ayudante del presidente Zach Herney. También es la fuente anónima que da información a Gabrielle. Muere cerca del monumento a FDR por la Delta Force, liderada por William Pickering, que detona una bomba cerca de su coche, simulando un atentado terrorista.

- William Pickering: Principal antagonista de la historia, y jefe de Rachel Sexton, y por tanto, de la ORN. Es el operador de la Delta Force, y su objetivo es salvar a la NASA y al presidente mediante el meteorito falso antes de que Sexton gane las elecciones.

- Lawrence "Larry" Ekstrom: Administrador de la NASA y uno de los primeros en moverse a la Plataforma de hielo Milne para visitar el descubrimiento. Ordena a los cuatro civiles enviados por la Casa Blanca que salieran al exterior para confirmar si había alguna grieta en el pozo de extracción por donde se pudiera filtrar el agua.

- Soldados de la Delta Force: Son un equipo de tres integrantes, que son agentes de operaciones especiales liderados por Delta-Uno, el que acata las órdenes del operador. Los otros dos componentes son Delta-Dos y Delta-Tres.

- Norah Mangor: Científica especializada en glaciología y una de las cuatro personas enviadas para confirmar el descubrimiento realizado por la NASA. Muere asesinada a manos de los soldados de la Delta Force.

- Wailee Ming: Científico y decano de paleontología de la UCLA. Mientras intentaba coger plancton vivo procedente del meteorito, los de la Delta Force, mediante un robot manipulado por uno de ellos, le dispara en el ojo, haciéndole caer a la fosa de extracción y muriendo debido al agua congelada.

- Charles Brophy: Geólogo canadiense descubridor del meteorito, transmitió por baja frecuencia la localización del mismo, que a su vez, fue captada por los radiofonos de la NASA, Interceptaron la señal, y dierion orden a la Delta Force, de borrarlo del mapa.

- Chris Harper:  Encargado del EDOP de la NASA.  Cometió un error en el software y fue forzado por la NASA para mentir que lo había reparado.

- Yolanda Cole: Editora de la ABC. Amiga de Gabriella Ashe.

- Katherine Wentworth Sexton: La esposa fallecida del senador. Murió en un accidente automovilístico el día de Acción de Gracias.

- Celia Birch: La esposa muerta de Tolland.  Murió a causa de un linfoma.

- Diana Pickering:  Hija fallecida de William Pickering.  Murió en el Mar Rojo mientras entrenaba para ser navegante, por culpa de un error de la NASA.

- Xavia: Geológa. Parte del equipo de Tolland.  Ayuda a Rachel, Tolland y Corky a confirmar las pruebas del meteorito.Murió alcanzada por un misil, dentro de un helicóptero de la guardia de costas junto a su piloto a manos de la Delta Force.

- Datos: Q202531